# Horacio Viqueira
Horacio Gustavo Viqueira (Bell Ville, 15 de junio de 1952) es un abogado y político argentino, referente del partido Frente Grande en la provincia de Córdoba. Fue diputado nacional (1993, 1995-1999) y ocupó diversos cargos en la administración pública nacional y municipal de Córdoba. Se desempeñó como asesor jurídico-social en problemáticas territoriales, y como abogado querellante de una de las causas más resonantes de los últimos veinte años, por las explosiones en la Fábrica Militar de Río Tercero.

## Biografía
Horacio Viqueira nació en Bell Ville, provincia de Córdoba, el 15 de junio de 1952. Su padre, el abogado y escribano Ángel Viqueira, fue intendente municipal de esa localidad durante los períodos 1958-1963 y 1966-1967. Su madre es ama de casa. 

Realizó sus estudios secundarios en el Liceo Militar General Paz, en la ciudad de Córdoba. Luego cursó la carrera de Abogacía y paralelamente trabajó en el Colegio de Escribanos, hasta iniciarse en la actividad profesional y política.

Tiene cuatro hijos varones.

## Experiencia profesional
Horacio Viqueira es abogado especializado en temas civiles, comerciales y laborales. Fue asesor legal de entidades sindicales, empresas, cooperativas y mutuales, y consultor de políticas laborales y sociales. 

Además, se desempeñó como director de sociedades anónimas y como docente en la Universidad Nacional de Córdoba.

### Actividad jurídico-social
A principios de los años 80, Horacio Viqueira realizó un intenso trabajo jurídico-social por problemáticas territoriales en barrios periféricos de la ciudad de Córdoba. En este contexto, participó en la conformación de la Coordinadora de Loteos Indexados.

A partir de esta experiencia, en 1985 se creó el Centro de Comunicación Popular y Asesoramiento Legal (Cecopal). Viqueira fue miembro fundador de este espacio, que se basó en una concepción alternativa del derecho.

### Participación en la causa por las explosiones en Río Tercero
La intervención de Horacio Viqueira en la causa por las explosiones en la Fábrica Militar de Río Tercero comenzó desde su actividad como diputado nacional (1995-1999), presentando informes y elementos de prueba. 

En 2001 se constituyó como abogado querellante. A partir de entonces llevó adelante un intenso trabajo de investigación y denuncia, en el juicio que en 2014 culminó con la condena de cuatro responsables.

## Trayectoria política

### Años 70
Durante los primeros años de la década del 70, Horacio Viqueira se inició en la militancia en el ámbito universitario, en los llamados “grupos de base” con orientación de izquierda no peronista. En esta etapa, también tuvo actividad gremial en el Colegio de Escribanos.

Entre los años 1970 y 1975, fue detenido dos veces por comandos militares. En ambas oportunidades fue liberado a los pocos días. En 1976, ya iniciada la última dictadura militar, fue nuevamente detenido y llevado a Campo de la Ribera. Allí permaneció también algunos días y fue liberado.

### Inicios
En los primeros años de la década del 80, Viqueira comenzó a participar en el Partido Intransigente (PI). Por aquel entonces empezaba a delinearse el Frente Grande, y desde allí fue construyendo su trayectoria política. En el año 1983 fue por primera vez candidato a intendente municipal de la ciudad de Córdoba. 

### Cargos
Entre los años 1989 y 1990 Horacio Viqueira ejerció la función de subsecretario de Acción Cooperativa de la Nación. Luego, en 1993, asumió como diputado nacional por la provincia de Córdoba. Durante ese período se acercó a Carlos “Chacho” Álvarez. 

En el año 1994 se desempeñó como secretario parlamentario del bloque del Frente Grande en la Convencional Constituyente de Santa Fe.

Durante el período 1995-1999 fue nuevamente diputado nacional por la provincia de Córdoba. En esos años, Viqueira obtuvo visibilidad pública por investigar las denuncias sobre tráfico de armas contra el presidente Carlos Menem. También fue denunciante de maniobras en contratos del Estado nacional con empresas privadas.
En las Elecciones provinciales de Córdoba de 1998 fue candidato a vicegobernador por el FREPASO.

En 1999 fue candidato a viceintendente de la ciudad de Córdoba y, si bien no ganó la elección para ese cargo, asumió como concejal. No obstante, fue convocado para desempeñarse como secretario de Empleo y Formación de Recursos Humanos de la Nación, desde diciembre de 1999. Poco después de la dimisión de “Chacho” Álvarez y ante la crisis que atravesaba la gestión de la Alianza, renunció al cargo.

En septiembre de 2001 representó al Frepaso como convencional constituyente para la reforma de la Constitución Provincial de Córdoba.

La última elección importante que afrontó Viqueira fue en el año 2009, como candidato a diputado nacional por el Frente para la Victoria. Ese mismo año, ocupó el cargo de secretario de Desarrollo Social de la Municipalidad de Córdoba, durante la gestión de Daniel Giacomino. 

Desde 2009 y hasta 2013 fue director titular de Fábrica Argentina de Aviones FAdeA S.A.